# Coenonympha schmidtii
Coenonympha schmidtii är en fjärilsart som beskrevs av Dioszeghy 1930. Coenonympha schmidtii ingår i släktet Coenonympha och familjen praktfjärilar. Inga underarter finns listade i Catalogue of Life.